# Lake Zurich
Lake Zurich é uma vila localizada no estado americano de Illinois, no Condado de Lake.

## Demografia
Segundo o censo americano de 2000, a sua população era de 18.104 habitantes.
Em 2006, foi estimada uma população de 20.386, um aumento de 2282 (12.6%).

## Geografia
De acordo com o United States Census Bureau tem uma área de
17,7 km², dos quais 16,8 km² cobertos por terra e 0,9 km² cobertos por água. Lake Zurich localiza-se a aproximadamente 231 m acima do nível do mar.

## Localidades na vizinhança
O diagrama seguinte representa as localidades num raio de 8 km ao redor de Lake Zurich.